# Fabricio
Fabricio es un nombre propio masculino de origen latino en su variante en español. Procede del latín Fabricius, de faber: «artesano, relativo al artesano», «artífice».

## Santoral
22 de agosto: San Fabricio, mártir en Toledo (siglo III).

## Variantes
- Femenino: Fabricia.
- Diminutivo: Fabri.

| Variantes en otras lenguas | Variantes en otras lenguas |
| -------------------------- | -------------------------- |
| Español                    | Fabricio                   |
| Alemán                     | Fabricius                  |
| Asturiano                  | Fabriciu                   |
| Catalán                    | Fabrici                    |
| Corso                      | Fabriziu                   |
| Danés                      | Fabricius                  |
| Euskera                    | Pabirtzi                   |
| Francés                    | Fabrice                    |
| Holandés                   | Fabricius                  |
| Húngaro                    | Fabríciusz                 |
| Inglés                     | Fabricius, Fabrice         |
| Italiano                   | Fabrizio                   |
| Latín                      | Fabricius                  |
| Letón                      | Fabriciuss                 |
| Lituano                    | Fabricijus                 |
| Noruego                    | Fabricius                  |
| Polaco                     | Fabrycy                    |
| Portugués                  | Fabrício                   |
| Rumano                     | Fabriciu                   |
| Ruso                       | Фабриций (Fabricij)        |
| Sardo                      | Fabrìziu                   |
| Sueco                      | Fabricius                  |